# Arnold de Champs

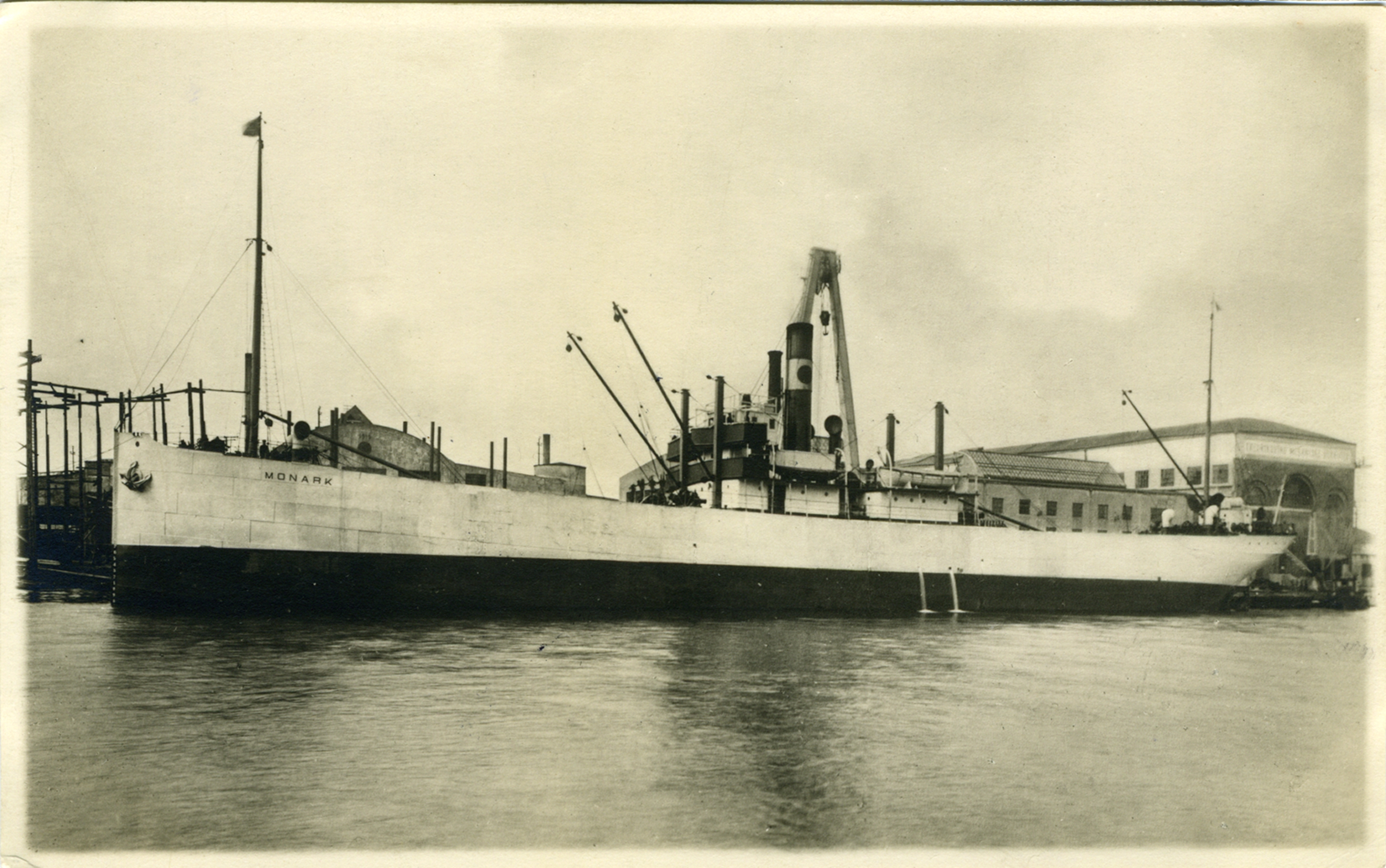
Rederiets första S/S Monark av fyra, byggd 1914, fotograferad 1929

Arnold de Champs, född 15 september 1898 i Stockholm, död 9 april 1978, var en svensk skeppsredare.
Arnold de Champs var son till fortifikationsofficeren och ämbetsmannen Henri Leopold de Champs (1869–1948) och Charlotta Adelaide von Horn. Han avlade kansliexamen 1921 och utbildade sig därefter till ekonom på Handelshögskolan i Stockholm, med diplom 1924. Han arbetade därefter en kort tid på Skandinaviska Kredit AB och därefter i Broströms Linjeagentur.
Han köpte 1927 sitt första fartyg, ångfartyget Hildegard från 1873 på 1.700 ton dödvikt, grundade Rederi AB Rewa och startade trafik med kol mellan Polen och Sverige. År 1928 grundade han också Rederi AB Monark, senare Monark Line AB, för ytterligare ett fartyg, de Champs första med namnet S/S Monark.
Rederiets tredje S/S Monark, byggd 1917 på Oskarshamns Mekaniska Verkstad & Skeppsdocka AB, som togs ur tjänst i rederiet 1964, var Sveriges sista koleldade lastångare i trafik.
Sonen Thomas de Champs (1928–2012) fortsatte rederiverksamheten från 1972 till 1987, men med chartrade fartyg från 1974.